# Inga

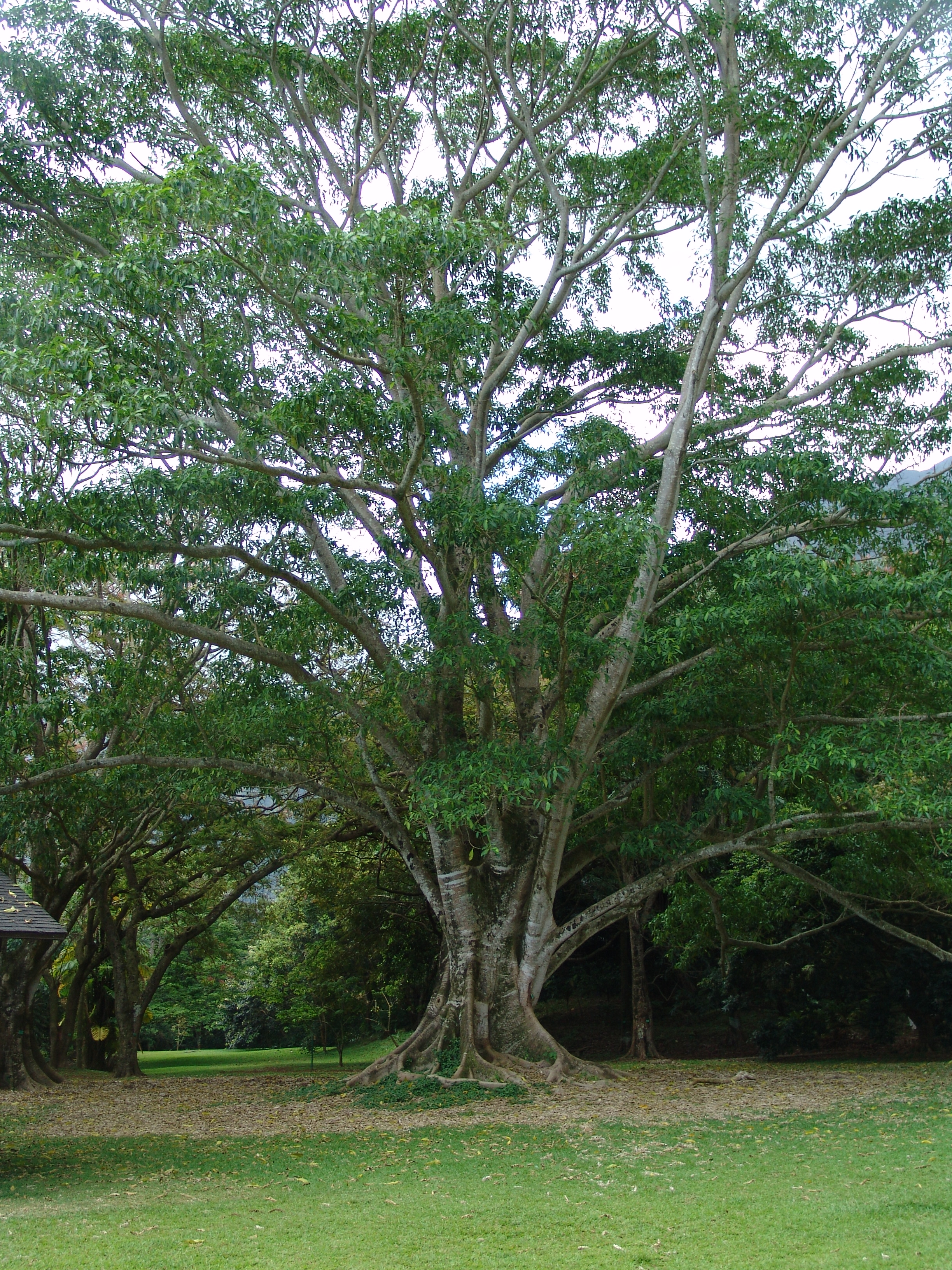
Inga feuillei na Havaji

Inga (Inga) je rod rostlin z čeledi bobovité. Jsou to stromy a keře vyskytující se v počtu asi 300 druhů v tropické Americe. Jsou to keře a stromy bez trnů. Na rozdíl od převážné většiny dřevin z bývalé čeledi citlivkovité mají jednoduše zpeřené listy. Vřeteno listu je často křídlaté a bývají na něm charakteristické miskovité žlázky. V květech bývají dlouhé a často nápadné tyčinky. Plody mnohých druhů obsahují jedlou sladkou dužninu, pro kterou je pěstována zejména Inga edulis. Některé druhy jsou v tropech pěstovány jako okrasné dřeviny, mají význam v místní medicíně ap.

## Popis
Ingy jsou beztrnné keře a stromy s jednoduše lichozpeřenými listy. Listy jsou složeny z 1 až mnoha párů vstřícných lístků. Hlavní osa listu je často křídlatá, mezi každým párem lístků je nápadná pohárkovitá žlázka (extraflorální nektárium). Palisty jsou obvykle malé a opadavé. Květenství jsou vrcholová nebo úžlabní, nejrůznějších typů – svazečky, hrozny, klasy, laty, vrcholíky, hlávky nebo okolíky. Květy jsou bělavé, žlutavé až žlutozelené, přisedlé nebo stopkaté. Kalich je trubkovitý, kuželovitý nebo zvonkovitý, nejčastěji s 5 zuby, řidčeji téměř dvoupyský nebo krátce laločnatý. Koruna je válcovitá, kuželovitá nebo nálevkovitá, obvykle s 5 laloky a chlupatá. Tyčinky jsou dlouhé a často nápadné, obvykle bělavé, v počtu asi 20 až 350, a jsou ve spodní části srostlé v trubičku. Semeník je přisedlý nebo stopkatý, s 10 až 32 vajíčky a tenkou čnělkou která je často delší než tyčinky. Lusky jsou různých tvarů, často na průřezu čtyřhranné, nepukavé nebo pukající až po delší době. Semena jsou dužnatá, s tenkou slupkou, obklopená tlustou bělavou vrstvou sladké dužniny.

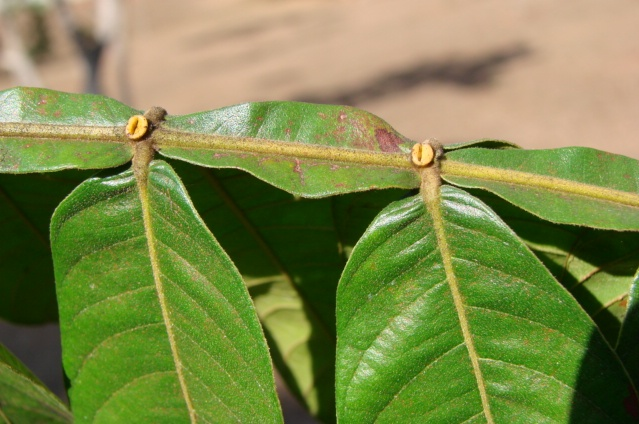
List Inga edulis s křídlatým vřetenem a žlázkami
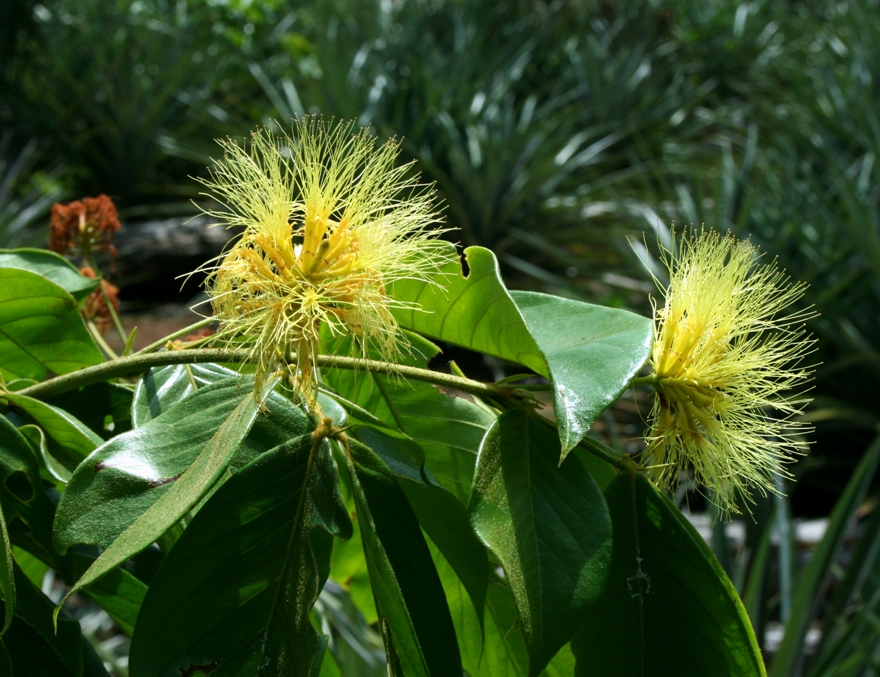
Kvetoucí Inga pilosula
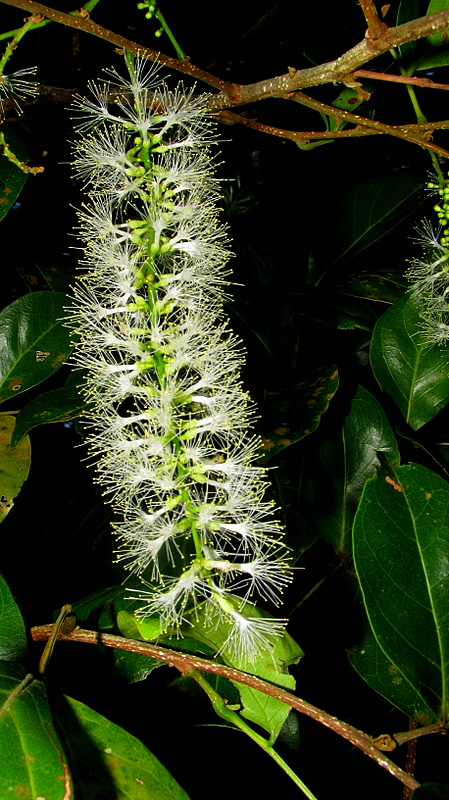
Podlouhlé květenství Inga laurina
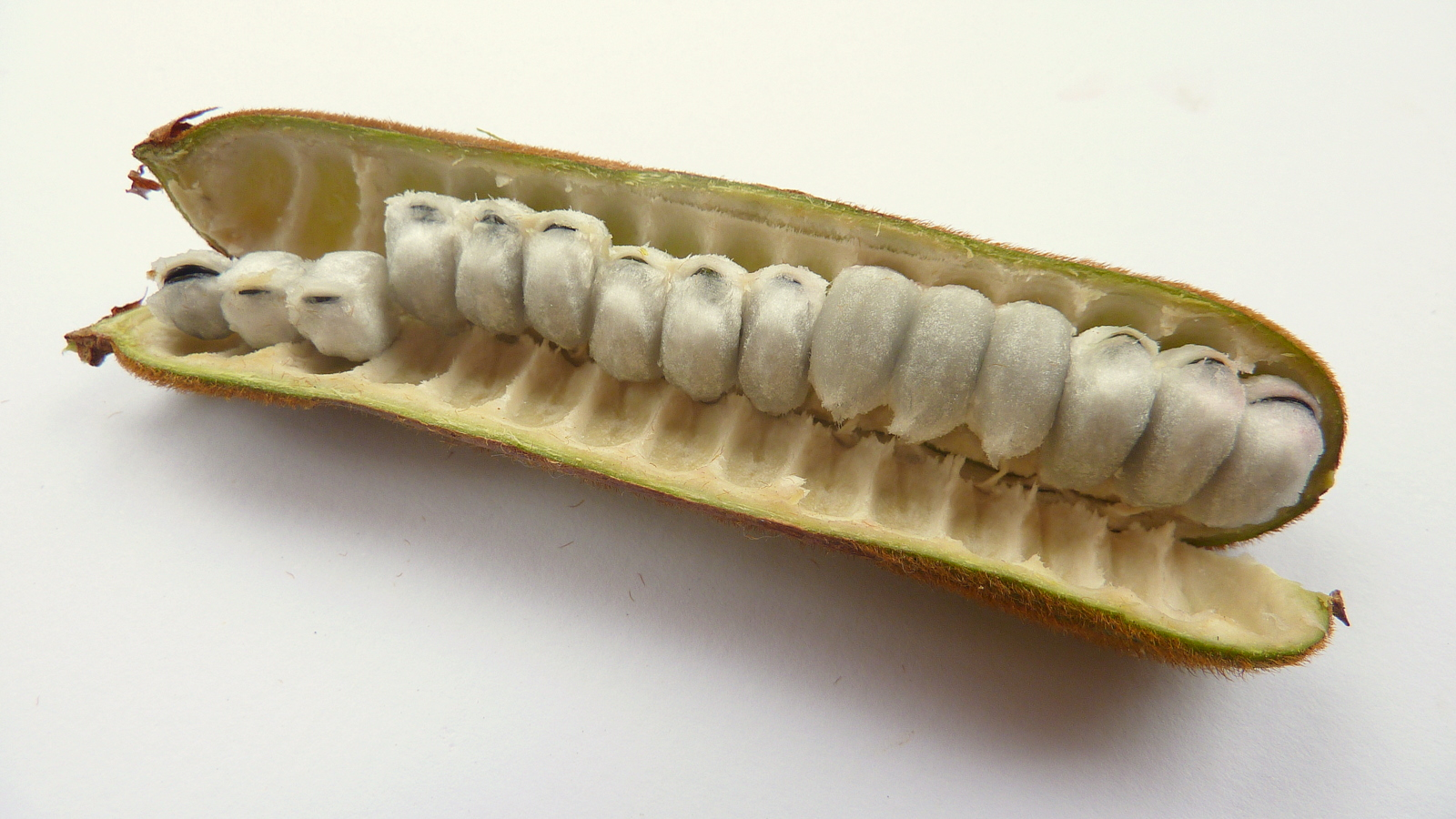
Otevřený plod Inga suborbicularis

## Rozšíření
Rod Inga zahrnuje asi 300 druhů. Je rozšířen v tropické Americe od Mexika po Chile a Argentinu. Ingy rostou v poměrně široké paletě biotopů, zejména však v nížinných až montánních deštných lesích v blízkosti vodních toků.

## Taxonomie
Od převážné většiny zástupců bývalé podčeledi Mimosoideae se ingy snadno odliší i v nekvetoucím stavu podle jednoduše zpeřených listů, které mají křídlaté nebo alespoň ploché vřeteno listu a na něm jsou mezi páry lístků charakteristická miskovitá nektária.

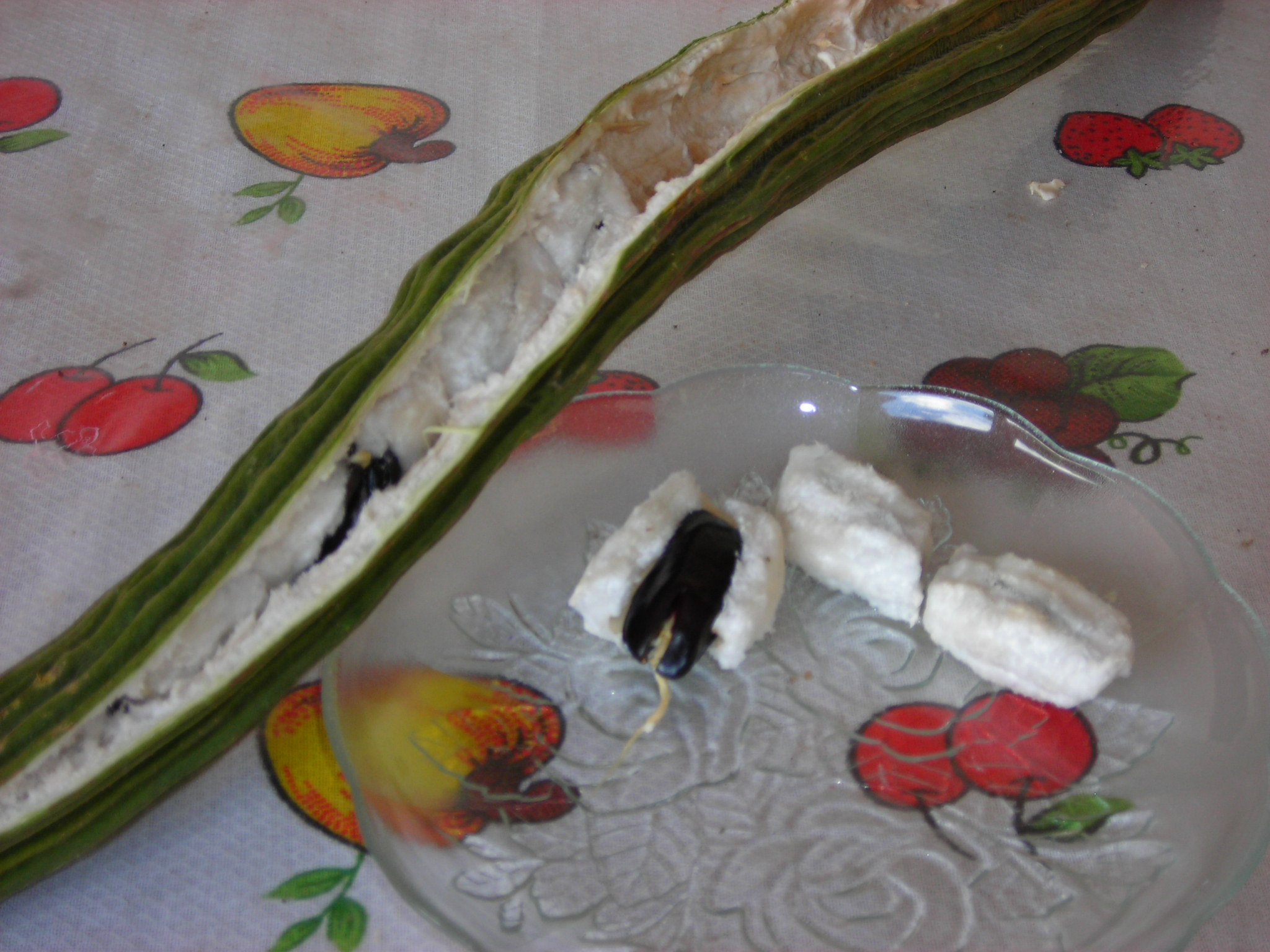
Plod Inga edulis s bílou sladkou dužninou

## Význam
Různé druhy ingy jsou v tropické Americe oblíbené pro sladkou masitou dužninu plodů a některé z nich jsou i pěstovány. Patří mezi ně zejména Inga edulis, Inga alba, Inga ingoides, Inga rubiginosa, Inga heterophylla a Inga laurina.
Přípravek z kůry Inga alba používají jihoameričtí indiáni kmene Arekuna k léčení svrabu, ekzémů a plísňových infekcí.
Různé druhy ing jsou využívány na palivo, jako stínící stromy na plantážích kávovníku a jiných plodin, jako opora pro pěstování vanilky a na ochranu půdy před erozí. Některé druhy jsou pěstovány jako okrasné dřeviny s nápadnými květy, např. středoamerická Inga jinicuil.